# Gvardiske (Pervomàiske)
|  | Per a altres significats, vegeu «Gvardiske». |

Gvardiske (en ucraïnès: Гвардійське, en rus: Гвардейское, Gvardéiskoie) és un poble de la República Autònoma de Crimea a Ucraïna, que el 2014 tenia 772 habitants. Pertany al districte rural de Pervomàiske.